# Famille Anisson-Duperron
Pour les articles homonymes, voir Duperron.
La famille Anisson-Duperron est le nom d'une famille d'imprimeurs originaire de Lyon, anoblie en 1670.

## Histoire
- Laurent Anisson (-1672) : imprimeur et libraire à Lyon en 1670, publia d'importantes collections, entre autres la Bibliotheca Patrum (27 volumes, 1677). Il fut également en 1670 et 1671 échevin de Lyon. Marié avec Marguerite Palerne, puis en 1648 avec Charlotte Gayot.
- Jean Anisson (I), seigneur d'Hauteroche (1642-1721) : fils de Laurent et de Marguerite Palerne, fut aussi imprimeur à Lyon et publia le Glossaire grec de Ducange (1688). II fut appelé en 1691 à la direction de l'Imprimerie royale à Paris, et porta au plus haut point la prospérité de cet établissement qui est resté longtemps dans sa famille. Il fut aussi député au Conseil du Commerce, employé en 1713-1714 à des négociations commerciales avec l'Angleterre et chevalier de l'Ordre de Saint-Michel. Il épousa en 1677 Jeanne Rigaud et mourut à Paris en 1721. Tous deux eurent plusieurs enfants :
  - Jean Anisson (II), seigneur d'Hauteroche (1678-1740), fils du précédent, conseiller au Parlement de Paris de 1704 à 1736, Intendant du Commerce (1724), sans postérité[1] ;
  - Jacques Anisson, grand vicaire de l'archevêque de Lyon ;
  - Marie Anisson, mariée avec Jean-Philibert du Port, président trésorier de France à Lyon[2] ;
- Jacques Anisson, sieur du Perron (à Oullins, Rhône) (-1714) : fils de Laurent et de Charlotte Gayot, imprimeur libraire à Lyon, échevin de Lyon en 1711 (charge anoblissante), marié en 1689 avec Sybille Perrin. Dont deux fils :
  - Louis-Laurent Anisson , directeur de l'Imprimerie royale à Paris de 1723 à 1735.
  - Jacques-Louis-Laurent Anisson-Dupéron, seigneur de Ris-Orangis, directeur de l'Imprimerie royale à Paris de 1735 à 1760 (1701-1788), marié en 1733 avec Marie Pourral ou du Porral.
- Louis-Laurent Anisson, dit « l'aîné » : directeur de l'Imprimerie royale à Paris de 1760 à 1788.
- Étienne-Alexandre-Jacques Anisson-Dupéron (1749-1794) : fils de Jacques Louis Laurent Anisson et Marie Pourral, devint directeur de l'Imprimerie royale en 1783. Sous la Terreur, il fut privé de cet emploi et fut guillotiné en 1794. Il épousa en 1776 Françoise de Chabenat de Bonneuil, dont :
- Alexandre-Jacques-Laurent Anisson-Dupéron (1776-1852) : fils du précédent, il fut préfet sous l'Empire, et fut remis en 1814 à la tête de l'Imprimerie royale. Il sauva les fontes de caractères orientaux que les Alliés voulaient enlever à cet établissement. Les privilèges concédés à son imprimerie ayant provoqué de vives réclamations, il donna sa démission en 1827. Il fut ensuite élu député et élevé à la pairie en 1844. Marié en 1816 avec Sophie Félicité Brugière de Barante, dont deux fils :
  - Eugène-Étienne-César Anisson du Péron (1818-1864), sous-préfet de Saverne (1844) puis de Louviers décédé au château de Saint-Aubin-d'Écrosville , marié en 1850 avec Zoé Adélaïde Tirebarbe d'Aubermesnil (remariée avec Edmond de La Haye Jousselin), sans descendance.
  - Roger-Léon Anisson-Duperron (1829-1908), député de la Seine-Inférieure de 1871 à 1876, marié en 1857 avec Catherine de Guenifey, dont[3] :
    - Marie Sophie Anisson du Perron (1858-1949), mariée en 1876 avec Jacques-Armand Étignard de La Faulotte (1842-1916), au château de Bois-Himont[4].
    - Jacques Anisson du Perron (1861-1946), marié en 1890 avec Valentine de Boisgelin (1865-1942), qui lui apporte le château de Saint-Fargeau[5], dont :
      - Roger Anisson du Perron (1891-1995), marié en Anne-Marie Revenaz (1901-2001) ;
      - Marie Anisson du Perron (1892-1975), mariée en 1920 avec André Le Fevre d'Ormesson, marquis d'Ormesson, ambassadeur de France (1877-1957) dont descendance d'Ormesson[6] ;
      - Alexandre Anisson du Perron (1897-1977), marié en 1931 avec Clelia Sinano ;
      - Henri Anisson du Perron (1901-1996).

Les archives de la famille Anisson du Perron sont aujourd'hui déposées aux Archives Nationales (sous-série 90 AP), avec le fonds des archives du château de Saint-Fargeau.

## Pour approfondir